# Mekonnen Gebremedhin
Pour les articles homonymes, voir Gebremedhin.
Mekonnen Gebremedhin, né le 11 octobre 1988 à Addis-Abeba, est un athlète éthiopien spécialiste du 1 500 mètres.

## Biographie
Il fait ses débuts sur la scène internationale à l'occasion des Championnats du monde 2007 d'Osaka où il est éliminé en demi-finales du 1 500 mètres. En début d'année 2008, Mekonnen Gebremedhin se classe sixième des Championnats du monde en salle de Valence avec le temps de 3 min 40 s 42.
En 2009, lors des Bislett Games d'Oslo, l'Éthiopien améliore deux records personnels successifs, sur le Mile en 3 min 50 s 74 et sur 1 500 m en 3 min 34 s 49. Terminant au pied du podium des Championnats du monde en salle 2010, il remporte la médaille de bronze des championnats d'Afrique et se classe deuxième de la Coupe continentale, à Split, derrière le marocain Amine Laâlou.
Auteur d'un nouveau record personnel sur la distance du mile en juin 2011 à Eugene avec 3 min 49 s 70, il se classe septième du 1 500 m lors des Championnats du monde de Daegu, en 3 min 36 s 81. En fin de saison 2011, à Milan, Mekonnen Gebremedhin porte son record personnel du 1 500 m à 7 min 41 s 42.
En début de saison 2012, l’Éthiopien améliore ses records personnels en salle du 1 500 m (3 min 34 s 89 à Birmingham) et du 3 000 m (7 min 46 s 89 à Stockholm). Figurant parmi les favoris à la victoire finale lors des Championnats du monde en salle disputés en mars 2012 à Istanbul, il se classe troisième de la finale du 1 500 m en 3 min 45 s 90, devancé par le Marocain Abdalaati Iguider et le Turc Ilham Tanui Özbilen. Fin mai, à Hengelo, il porte son record personnel du 1 500 m à 3 min 31 s 45.
En 2015, il remporte le 1 500 m des Jeux africains de Brazzaville.

## Palmarès
| Date | Compétition                    | Lieu             | Résultat | Épreuve     |
| ---- | ------------------------------ | ---------------- | -------- | ----------- |
| 2008 | Championnats du monde en salle | Valence          | 6e       | 1 500 m     |
| 2010 | Championnats du monde en salle | Doha             | 4e       | 1 500 m     |
| 2010 | Championnats d'Afrique         | Nairobi          | 3e       | 1 500 m     |
| 2010 | Ligue de diamant               | Ligue de diamant | 3e       | 1 500 m     |
| 2010 | Coupe continentale             | Split            | 2e       | 1 500 m     |
| 2011 | Championnats du monde          | Daegu            | 7e       | 1 500 m     |
| 2012 | Championnats du monde en salle | Istanbul         | 3e       | 1 500 m     |
| 2012 | Jeux olympiques                | Londres          | 6e       | 1 500 m     |
| 2013 | Championnats du monde          | Moscou           | 7e       | 1 500 m     |
| 2014 | Relais mondiaux de l'IAAF      | Nassau           | 3e       | 4 × 1 500 m |
| 2015 | Jeux africains                 | Brazzaville      | 1er      | 1 500 m     |

### Records
| Épreuve | Épreuve      | Performance   | Lieu       | Date            |
| ------- | ------------ | ------------- | ---------- | --------------- |
| 1 500 m | En plein air | 3 min 31 s 45 | Hengelo    | 27 mai 2012     |
| 1 500 m | En salle     | 3 min 34 s 89 | Birmingham | 18 février 2012 |
| Mile    | En plein air | 3 min 49 s 70 | Eugene     | 4 juin 2011     |